# 安德森縣 (堪薩斯州)
安德森县（英語：Anderson County，縮寫AN）是美国堪薩斯州東部的一個郡，面積1,513平方公里。根據2020年美國人口普查，共有人口7,836人。縣治加尼特 （Garnett）。該縣成立於1855年8月25日，縣名紀念堪薩斯領地議員約瑟夫·C·安德森。
本縣直至1996年時為一禁酒的縣，後來經公民投票而被部分撤銷。營業額中食品銷售佔30%以上的場所可以售賣酒精類飲品。